# 오라클 코히어런스
오라클 코히어런스(Oracle Coherence)는 자바 기반의 데이터 그리드 제품으로서, 데이터 캐싱, 데이터 복제, 분산 컴퓨팅 서비스를 제공한다.
코히어런스는 backing map을 사용하여 데이터베이스 이외의 스토리지에서도 안정적인 서비스를 제공할 수 있게 한다.
자바로 구현되어 있지만, 코히어런스*엑스텐드 콤포넌트를 통해서 .NET이나 C++과의 접속도 가능하다.
코히어런스 사용 패턴 중 일부는 오픈 소스이며, 오라클 코히어런스 인큐베이터를 통해 게재 및 지원되고 있다. 이러한 패턴에는 코히어런스로 WAN를 걸친 메시지 송수신, 작업 분산, 데이터 복제 기능 등이 있다.
코히어런스 제품은 본래 탱고솔(Tangosol)사가 개발하였는데, 2007년 4월에 오라클이 그 회사를 매입하였다.
현재는 오라클 퓨전 미들웨어의 컴포넌트 중 하나로 제공되고 있다.

## 같이 보기
- 분산 컴퓨팅
- 분산 해시 테이블
- 그리드 컴퓨팅
- 트랜잭션 처리